# Слободиновка
Слободи́новка (рос. Слободиновка, ерз. Слободиновка) — присілок у складі Ковилкінського району Мордовії, Росія. Входить до складу Примокшанського сільського поселення.
Населення — 122 особи (2010; 127 у 2002).
Національний склад станом на 2002 рік:
- росіяни — 86 %